# قریبه بنت ابی‌امیه
قریبه صغری بنت ابی‌امیه (به عربی: قريبة بنت أبي أمية) صحابه محمد پیامبر اسلام بود.

## زندگی

### خانواده
او از خاندان بنی‌مخزوم قریش در مکه بود. پدرش ابوامیه بن مغیره: 184  رئيس مکه در اوایل قرن هفتم بود. مادرش عاتکه بنت عتبه دختر عتبه بن ربیعه از خاندان بنی‌عبدشمس قریش بود.: 165, 184 